# MVP PLK
MVP PLK – nagroda przyznawana co sezon przez Polską Ligę Koszykówki najlepszemu zawodnikowi rozgrywek zasadniczych ligi. Jej laureat jest wyłaniany na podstawie głosowania wszystkich trenerów ligi. 
Przed powstaniem Polskiej Ligi Koszykówki przyznawano nagrody dla najlepszego zawodnika sezonu najwyższej klasy rozgrywkowej (I liga). Od 1968 do 1980 nagrodę tę przyznawała redakcja Sportowca, od 1980 Katowicki Sport, a od 1994 tygodnik Basket. Była przyznawana nieregularnie.  
W 1965 roku przyznano ją najlepszemu strzelcowi II rundy rozgrywek. 
Informacje z lat 1960–2004 na podstawie:

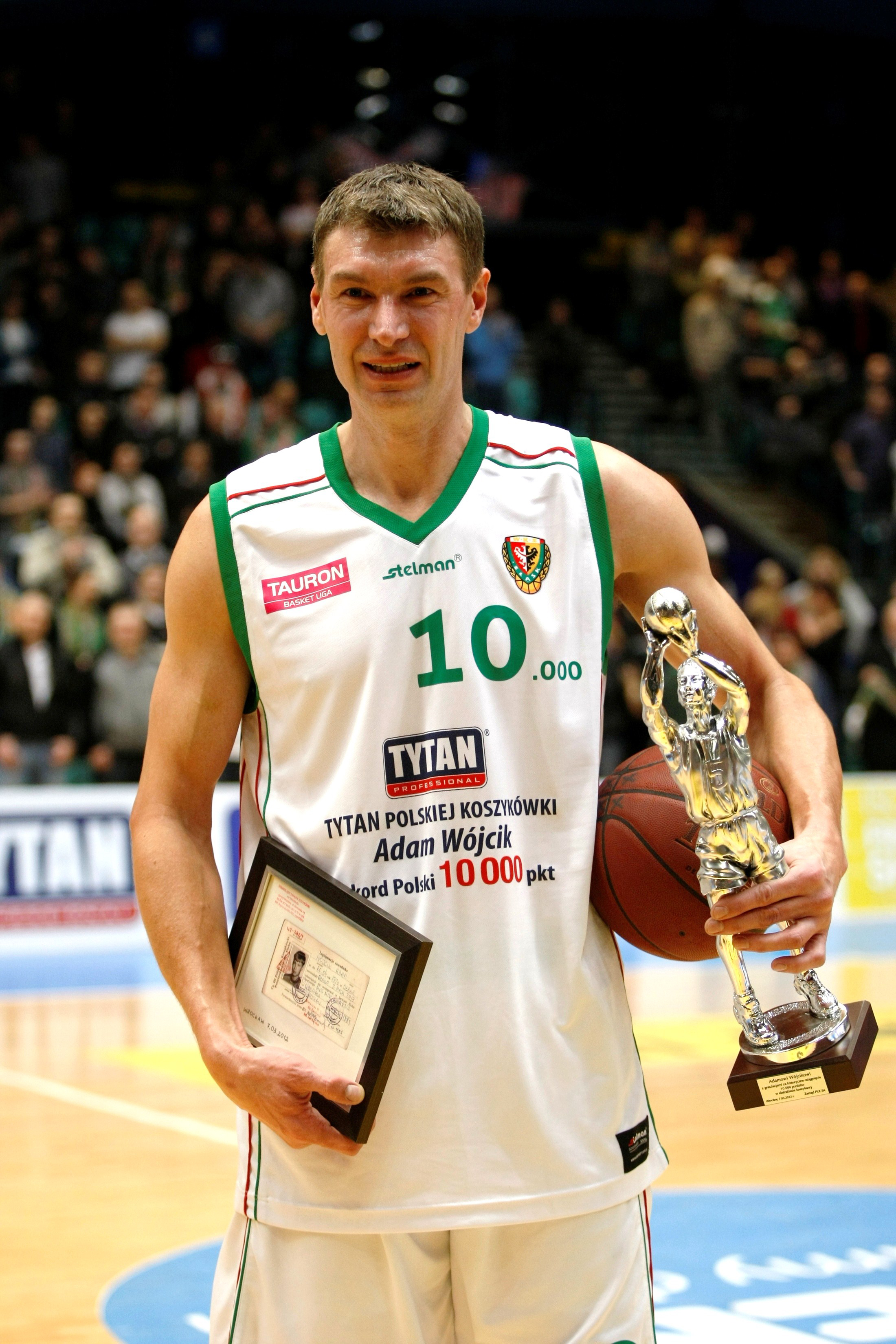
Adam Wójcik – trzykrotny laureat nagrody MVP.

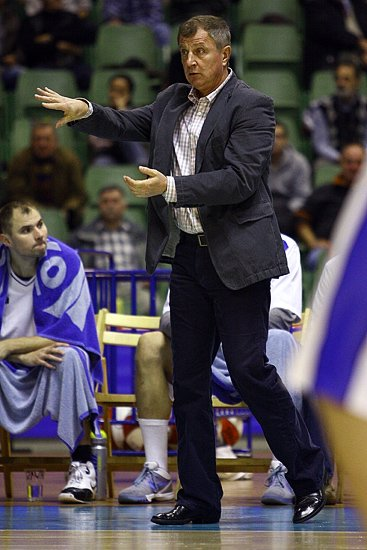
Eugeniusz Kijewski – trzykrotny MVP Polskiej Ligi (1979, 1982, 1986).

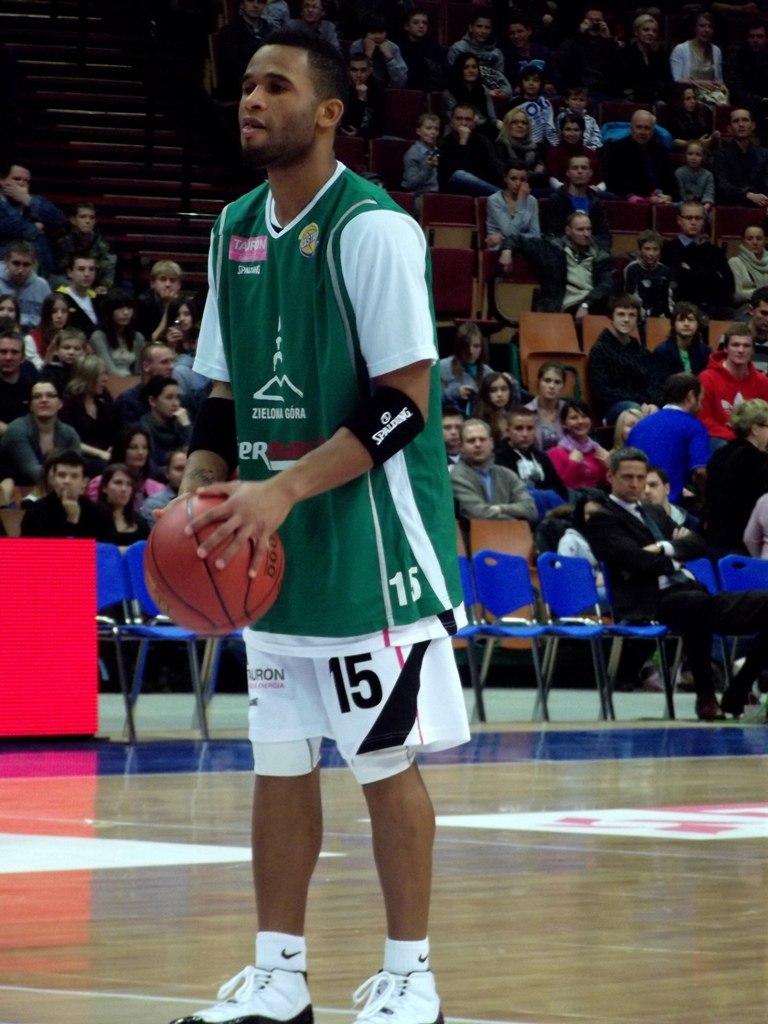
Walter Hodge został dwukrotnie nagrodzony tytułem MVP PLK.

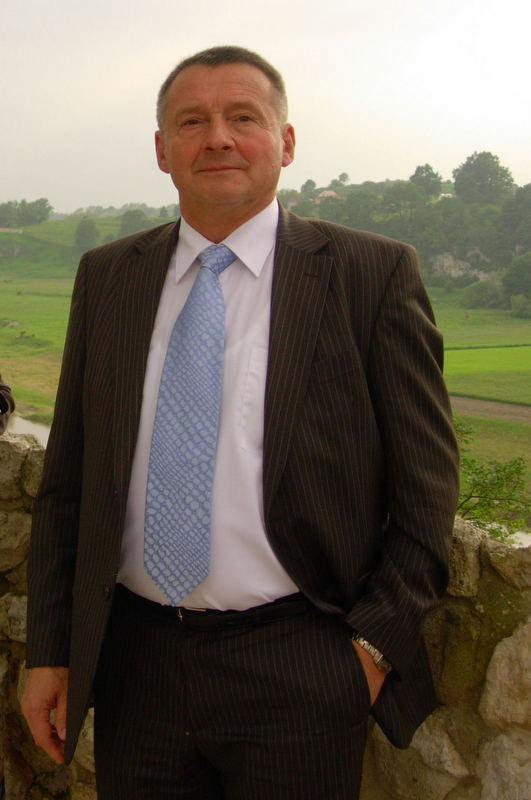
Andrzej Seweryn był wybierany dwukrotnie najlepszym zawodnikiem polskiej ligi.

Krzysztof Łaszkiewicz: Polska koszykówka męska 1928-2004. Inowrocław: Zakład Poligraficzno-Wydawniczy „Pozkal”, 2004. ISBN 83-89390-20-5. Brak numerów stron w książce
| Sezon                                  | Zawodnik                                              | Narodowość                                            | Zespół                                                |              |
| -------------------------------------- | ----------------------------------------------------- | ----------------------------------------------------- | ----------------------------------------------------- | ------------ |
| I liga koszykówki męskiej (do 1995)    |                                                       |                                                       |                                                       |              |
| 1959/60                                | Jerzy Piskun                                          | Polska                                                | Polonia Warszawa                                      | [ 1 ]        |
| 1960/61                                | Ryszard Olszewski                                     | Polska                                                | AZS Toruń                                             |              |
| 1961/62                                |                                                       |                                                       |                                                       |              |
| 1962/63                                |                                                       |                                                       |                                                       |              |
| 1963/64                                |                                                       |                                                       |                                                       |              |
| 1964/65                                | Mieczysław Łopatka                                    | Polska                                                | Śląsk Wrocław                                         |              |
| 1965/66                                |                                                       |                                                       |                                                       |              |
| 1966/67                                |                                                       |                                                       |                                                       |              |
| 1967/68                                | Wiesław Langiewicz                                    | Polska                                                | Wisła Kraków                                          |              |
| 1968/69                                | Mieczysław Łopatka (2)                                | Polska                                                | Śląsk Wrocław                                         |              |
| 1969/70                                | Bolesław Kwiatkowski                                  | Polska                                                | AZS Warszawa                                          |              |
| 1970/71                                | Edward Jurkiewicz                                     | Polska                                                | Wybrzeże Gdańsk                                       |              |
| 1971/72                                |                                                       |                                                       |                                                       |              |
| 1972/73                                | Andrzej Seweryn                                       | Polska                                                | Wisła Kraków                                          |              |
| 1973/74                                | Andrzej Seweryn (2)                                   | Polska                                                | Wisła Kraków                                          |              |
| 1974/75                                | Zdzisław Myrda                                        | Polska                                                | Resovia                                               |              |
| 1975/76                                | Edward Jurkiewicz (2)                                 | Polska                                                | Wybrzeże Gdańsk                                       |              |
| 1976/77                                | Edward Jurkiewicz (3)                                 | Polska                                                | Wybrzeże Gdańsk                                       |              |
| 1977/78                                | Wojciech Fiedorczuk                                   | Polska                                                | ŁKS Łódź                                              |              |
| 1978/79                                | Eugeniusz Kijewski                                    | Polska                                                | Lech Poznań                                           |              |
| 1979/80                                | Kent Washington                                       | Stany Zjednoczone                                     | Start Lublin                                          |              |
| 1980/81                                | Mieczysław Młynarski                                  | Polska                                                | Górnik Wałbrzych                                      |              |
| 1981/82                                | Eugeniusz Kijewski (2)                                | Polska                                                | Lech Poznań                                           |              |
| 1982/83                                | Dariusz Szczubiał                                     | Polska                                                | Zagłębie Sosnowiec                                    |              |
| 1983/84                                | Krzysztof Fikiel                                      | Polska                                                | Wisła Kraków                                          |              |
| 1984/85                                | Dariusz Zelig                                         | Polska                                                | Śląsk Wrocław                                         |              |
| 1985/86                                | Eugeniusz Kijewski (3)                                | Polska                                                | Lech Poznań                                           |              |
| 1986/87                                | Dariusz Zelig (2)                                     | Polska                                                | Śląsk Wrocław                                         |              |
| 1987/88                                |                                                       |                                                       |                                                       |              |
| 1988/89                                |                                                       |                                                       |                                                       |              |
| 1989/90                                | Jarosław Jechorek                                     | Polska                                                | Lech Poznań                                           |              |
| 1990/91                                |                                                       |                                                       |                                                       |              |
| 1991/92                                | Maciej Zieliński                                      | Polska                                                | Śląsk Wrocław                                         |              |
| 1992/93                                | Igor Griszczuk                                        | Białoruś                                              | Anwil Włocławek                                       | [ 2 ]        |
| 1993/94                                | Keith Williams                                        | Stany Zjednoczone                                     | Śląsk Wrocław                                         | [ 3 ]        |
| 1994/95                                | Tyrice Walker                                         | Stany Zjednoczone                                     | Mazowszanka Pekaes Pruszków                           | [ 4 ] [ 5 ]  |
| Polska Liga Koszykówki (PLK – od 1995) |                                                       |                                                       |                                                       |              |
| 1995/96                                | Dominik Tomczyk                                       | Polska                                                | Śląsk Wrocław                                         | [ 6 ]        |
| 1996/97                                | Maciej Zieliński (2)                                  | Polska                                                | Śląsk Wrocław                                         | [ 7 ]        |
| 1997/98                                | Adam Wójcik                                           | Polska                                                | Śląsk Wrocław                                         |              |
| 1998/99                                | Maciej Zieliński (3)                                  | Polska                                                | Śląsk Wrocław                                         |              |
| 1999/00                                |                                                       |                                                       |                                                       |              |
| 2000/01                                | Adam Wójcik (2)                                       | Polska                                                | Śląsk Wrocław                                         | [ a ]        |
| 2001/02                                | Dominik Tomczyk (2)                                   | Polska                                                | Śląsk Wrocław                                         |              |
| 2002/03                                | Joe McNaull                                           | Stany Zjednoczone                                     | Prokom Trefl Sopot                                    |              |
| 2003/04                                | Tomas Pacesas                                         | Litwa                                                 | Prokom Trefl Sopot                                    | [ 9 ]        |
| 2004–05                                | Adam Wójcik (3)                                       | Polska                                                | Prokom Trefl Sopot                                    |              |
| 2005/06                                | Goran Jagodnik                                        | Słowenia                                              | Prokom Trefl Sopot                                    | [ 10 ]       |
| 2006/07                                | Thomas Kelati                                         | Stany Zjednoczone                                     | BOT Turów Zgorzelec                                   | [ 11 ]       |
| 2007/08                                | David Logan                                           | Stany Zjednoczone                                     | PGE Turów Zgorzelec                                   | [ 12 ]       |
| 2008/09                                | Nie wybrano, w tamtym sezonie przyznawano Złote Kosze | Nie wybrano, w tamtym sezonie przyznawano Złote Kosze | Nie wybrano, w tamtym sezonie przyznawano Złote Kosze | [ 13 ]       |
| 2009/10                                | Qyntel Woods                                          | Stany Zjednoczone                                     | Asseco Prokom Gdynia                                  | [ 14 ]       |
| 2010/11                                | Torey Thomas                                          | Stany Zjednoczone                                     | PGE Turów Zgorzelec                                   | [ 15 ]       |
| 2011/12                                | Walter Hodge                                          | Portoryko                                             | Stelmet Zielona Góra                                  | [ 16 ]       |
| 2012/13                                | Walter Hodge (2)                                      | Portoryko                                             | Stelmet Zielona Góra                                  | [ 17 ]       |
| 2013/14                                | J.P. Prince                                           | Stany Zjednoczone                                     | PGE Turów Zgorzelec                                   | [ 18 ]       |
| 2014/15                                | Damian Kulig                                          | Polska                                                | PGE Turów Zgorzelec                                   | [ 19 ]       |
| 2015/16                                | Mateusz Ponitka                                       | Polska                                                | Stelmet Zielona Góra                                  | [ 20 ]       |
| 2016/17                                | Shawn King                                            | Saint Vincent i Grenadyny                             | BM Slam Stal Ostrów Wielkopolski                      | [ 21 ]       |
| 2017/18                                | Ivan Almeida                                          | Republika Zielonego Przylądka · Portugalia            | Anwil Włocławek                                       | [ 22 ]       |
| 2018/19                                | James Florence                                        | Stany Zjednoczone                                     | Arka Gdynia                                           | [ 23 ]       |
| 2019/20                                | Jarosław Zyskowski                                    | Polska                                                | Stelmet Enea BC Zielona Góra                          | [ 24 ] [ b ] |
| 2020/21                                | Geoffrey Groselle                                     | Stany Zjednoczone                                     | Zastal Enea BC Zielona Góra                           | [ 25 ]       |
| 2021/22                                | Travis Trice                                          | Stany Zjednoczone                                     | WKS Śląsk Wrocław                                     | [ 26 ]       |
| 2022/23                                | Andrzej Mazurczak                                     | Polska                                                | King Szczecin                                         | [ 27 ]       |
| 2023/24                                | Victor Sanders                                        | Stany Zjednoczone                                     | Anwil Włocławek                                       | [ 28 ]       |